# Arnos
Arnos [aʁnɔs] est une commune française, située dans le département des Pyrénées-Atlantiques en région Nouvelle-Aquitaine.

## Géographie

### Localisation
La commune d'Arnos se trouve dans le département des Pyrénées-Atlantiques, en région Nouvelle-Aquitaine.
Elle se situe à 28 km par la route de Pau, préfecture du département, et à 10 km d'Artix, bureau centralisateur du canton d'Artix et Pays de Soubestre dont dépend la commune depuis 2015 pour les élections départementales. 
La commune fait en outre partie du bassin de vie d'Artix.
Les communes les plus proches sont : 
Doazon (1,6 km), Boumourt (1,8 km), Géus-d'Arzacq (2,8 km), Uzan (3,5 km), Castillon (3,6 km), Pomps (3,8 km), Casteide-Cami (3,9 km), Urdès (4,8 km).
Sur le plan historique et culturel, Arnos fait partie de la province du Béarn, qui fut également un État et qui présente une unité historique et culturelle à laquelle s’oppose une diversité frappante de paysages au relief tourmenté.

### Communes limitrophes
Les communes limitrophes sont  Boumourt, Casteide-Cami, Doazon, Géus-d'Arzacq, Pomps et Uzan.
| Pomps  | Géus-d'Arzacq | Uzan     |
| Doazon | Arnos         | Boumourt |
|        | Casteide-Cami |          |

### Hydrographie

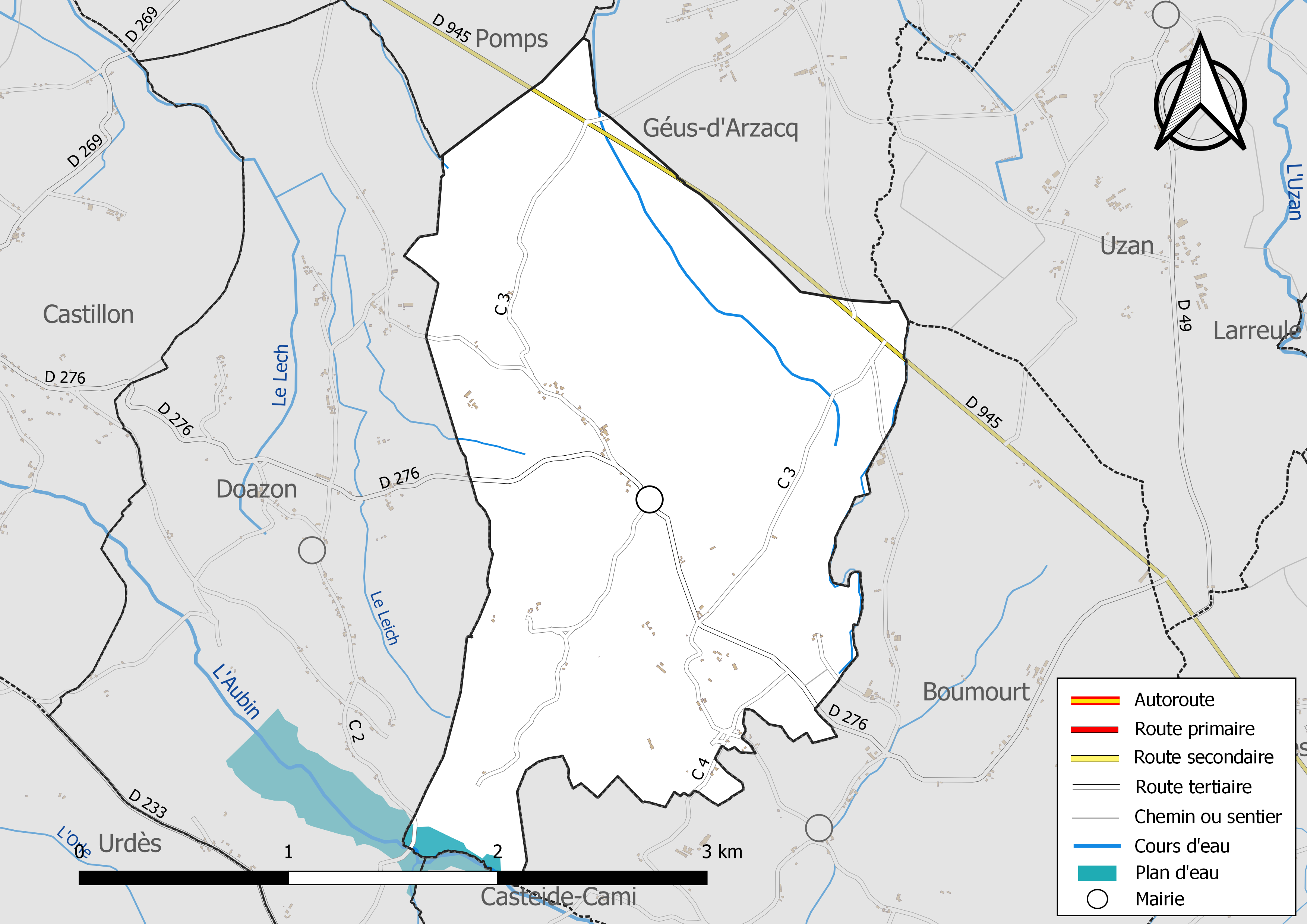
Réseaux hydrographique et routier d'Arnos.

La commune est drainée par l'Aubin et par divers petits cours d'eau, constituant un réseau hydrographique de 3 km de longueur totale,.
L'Aubin, d'une longueur totale de 22,5 km, prend sa source dans la commune de Cescau et s'écoule du sud-est vers le nord-ouest. Il traverse la commune et se jette dans le Luy du Béarn à Lacadée, après avoir traversé 9 communes.

### Climat
Pour des articles plus généraux, voir Climat de la Nouvelle-Aquitaine et Climat des Pyrénées-Atlantiques.
Historiquement, la commune est exposée à un climat de montagne.  
En 2020, Météo-France publie une typologie des climats de la France métropolitaine dans laquelle la commune est toujours exposée à un climat de montagne et est dans la région climatique Pyrénées atlantiques, caractérisée par une pluviométrie élevée (>1 200 mm/an) en toutes saisons, des hivers très doux (7,5 °C en plaine) et des vents faibles.
Pour la période 1971-2000, la température annuelle moyenne est de 13,3 °C, avec une amplitude thermique annuelle de 14,3 °C. Le cumul annuel moyen de précipitations est de 1 157 mm, avec 11,7 jours de précipitations en janvier et 7,8 jours en juillet. Pour la période 1991-2020, la température moyenne annuelle observée sur la station météorologique la plus proche, située sur la commune de Pomps à 4 km à vol d'oiseau, est de 14,1 °C et le cumul annuel moyen de précipitations est de 1 062,2 mm,. Pour l'avenir, les paramètres climatiques de la commune estimés pour 2050 selon différents scénarios d’émission de gaz à effet de serre sont consultables sur un site dédié publié par Météo-France en novembre 2022.

### Milieux naturels et biodiversité
Aucun espace naturel présentant un intérêt patrimonial n'est recensé sur la commune dans l'inventaire national du patrimoine naturel,,.

## Urbanisme

### Typologie
Au 1er janvier 2024, Arnos est catégorisée commune rurale à habitat dispersé, selon la nouvelle grille communale de densité à sept niveaux définie par l'Insee en 2022.
Elle est située hors unité urbaine. Par ailleurs la commune fait partie de l'aire d'attraction de Pau, dont elle est une commune de la couronne,. Cette aire, qui regroupe 227 communes, est catégorisée dans les aires de 200 000 à moins de 700 000 habitants,.

### Occupation des sols

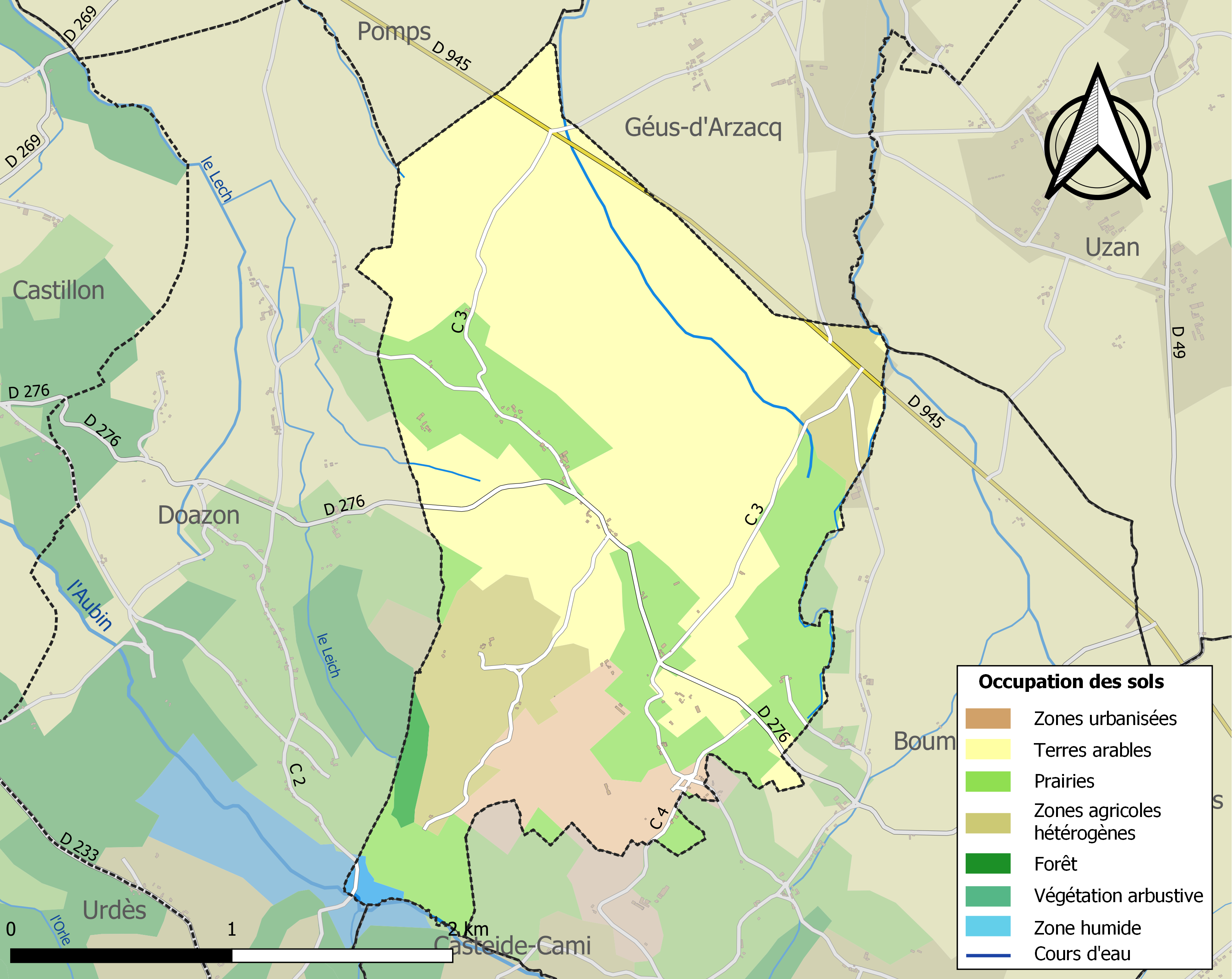
Carte des infrastructures et de l'occupation des sols de la commune en 2018 (CLC).

L'occupation des sols de la commune, telle qu'elle ressort de la base de données européenne d’occupation biophysique des sols Corine Land Cover (CLC), est marquée par l'importance des territoires agricoles (91 % en 2018), en augmentation par rapport à 1990 (89,9 %). La répartition détaillée en 2018 est la suivante : 
terres arables (55,5 %), prairies (24,1 %), zones agricoles hétérogènes (11,5 %), espaces verts artificialisés, non agricoles (7,4 %), forêts (1 %), eaux continentales (0,6 %). L'évolution de l’occupation des sols de la commune et de ses infrastructures peut être observée sur les différentes représentations cartographiques du territoire : la carte de Cassini (XVIIIe siècle), la carte d'état-major (1820-1866) et les cartes ou photos aériennes de l'IGN pour la période actuelle (1950 à aujourd'hui).

### Lieux-dits et hameaux
- Bousquet[6]
- Carracou[6]
- Cassauba[6]
- Castandet[6]
- Castéra[6]
- Marquine[6]
- Monplaisir[6]
- Montagut[6]
- Pallane[6]
- Pédoussau[6]
- Péré[6]
- Péruilh[6]
- Péruillet[6]
- Pétrou[6]
- Poey (ruines)[6]
- Saintonge[6]
- Sansot[6]

### Voies de communication et transports
La commune est desservie par les routes départementales D 276 et D 945.

### Risques majeurs
Le territoire de la commune d'Arnos est vulnérable à différents aléas naturels : météorologiques (tempête, orage, neige, grand froid, canicule ou sécheresse) et séisme (sismicité modérée). Un site publié par le BRGM permet d'évaluer simplement et rapidement les risques d'un bien localisé soit par son adresse soit par le numéro de sa parcelle.

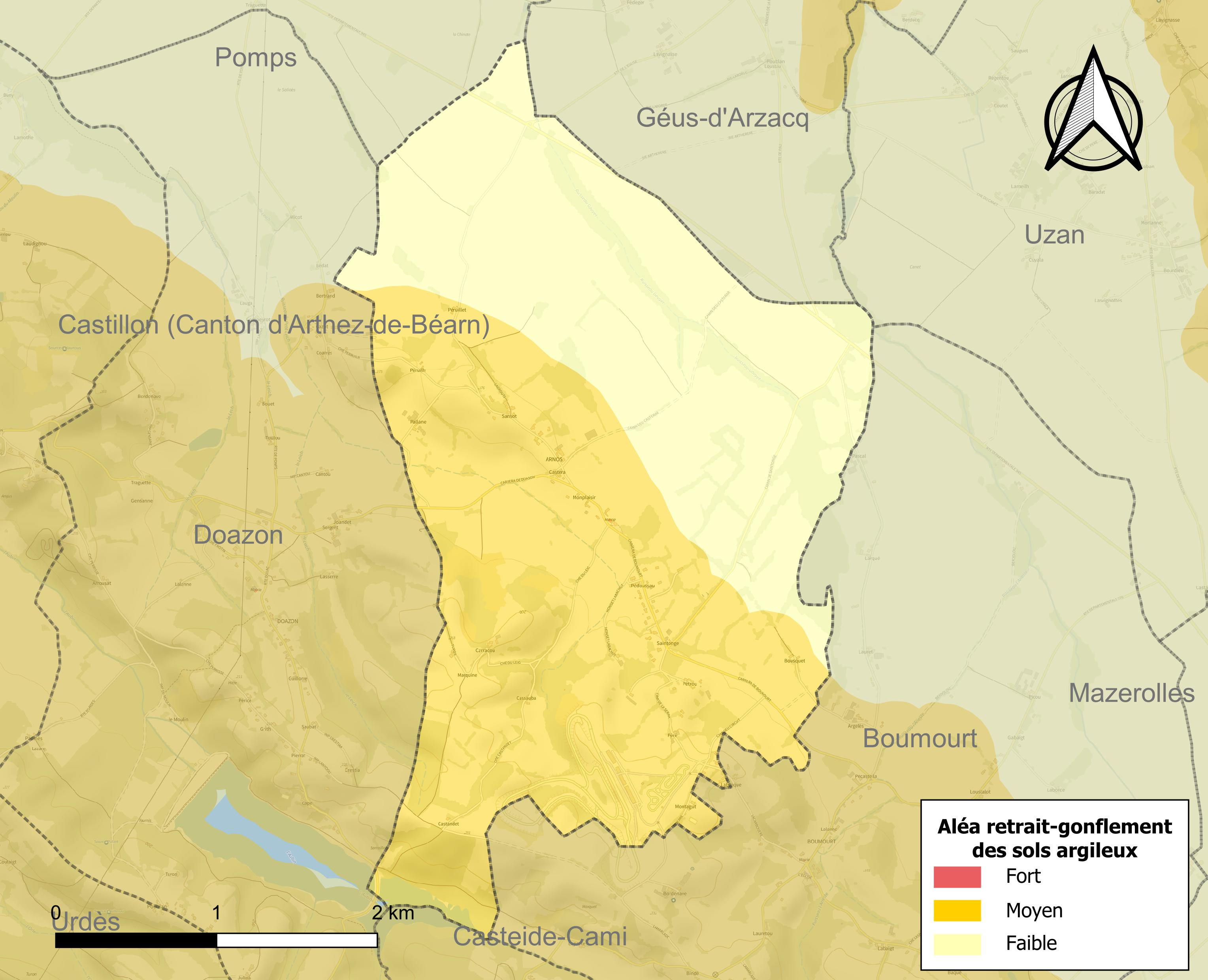
Carte des zones d'aléa retrait-gonflement des sols argileux d'Arnos.

Le retrait-gonflement des sols argileux est susceptible d'engendrer des dommages importants aux bâtiments en cas d’alternance de périodes de sécheresse et de pluie. 56,4 % de la superficie communale est en aléa moyen ou fort (59 % au niveau départemental et 48,5 % au niveau national). Depuis le 1er octobre 2020, en application de la loi ELAN, différentes contraintes s'imposent aux vendeurs, maîtres d'ouvrages ou constructeurs de biens situés dans une zone classée en aléa moyen ou fort,.
La commune a été reconnue en état de catastrophe naturelle au titre des dommages causés par les inondations et coulées de boue survenues en 1982, 1983 et 2009.

## Toponymie
Le toponyme Arnos apparaît sous la forme 
Arnas sur la carte de Cassini.
Son nom béarnais est Arnos.

## Histoire
Arnos était au XVIe siècle une annexe de Boumourt.

## Politique et administration

### Liste des maires
| Période | Période  | Identité       | Étiquette | Qualité |
| ------- | -------- | -------------- | --------- | ------- |
| 1832    |          | Henri Pétrou   |           |         |
| 1995    | 2001     | André Bourdieu |           |         |
| 2001    | En cours | Alain Pedegert |           |         |

### Intercommunalité
Arnos appartient à quatre structures intercommunales :
- la communauté de communes de Lacq-Orthez ;
- le syndicat eau et assainissement des Trois Cantons ;
- le syndicat d'énergie des Pyrénées-Atlantiques ;
- le syndicat intercommunal d'Arthez-de-Béarn.

## Population et société

### Démographie
Le nom des habitants est Arnosiens,.
L'évolution du nombre d'habitants est connue à travers les recensements de la population effectués dans la commune depuis 1793. Pour les communes de moins de 10 000 habitants, une enquête de recensement portant sur toute la population est réalisée tous les cinq ans, les populations de référence des années intermédiaires étant quant à elles estimées par interpolation ou extrapolation. Pour la commune, le premier recensement exhaustif entrant dans le cadre du nouveau dispositif a été réalisé en 2008.

En 2022, la commune comptait 134 habitants, en évolution de +30,1 % par rapport à 2016 (Pyrénées-Atlantiques : +3,78 %, France hors Mayotte : +2,11 %).
| 1793 | 1800 | 1806 | 1821 | 1831 | 1836 | 1841 | 1846 | 1851 |
| ---- | ---- | ---- | ---- | ---- | ---- | ---- | ---- | ---- |
| 252  | 204  | 243  | 290  | 302  | 254  | 241  | 259  | 231  |

| 1856 | 1861 | 1866 | 1872 | 1876 | 1881 | 1886 | 1891 | 1896 |
| ---- | ---- | ---- | ---- | ---- | ---- | ---- | ---- | ---- |
| 226  | 200  | 187  | 198  | 191  | 186  | 189  | 175  | 160  |

| 1901 | 1906 | 1911 | 1921 | 1926 | 1931 | 1936 | 1946 | 1954 |
| ---- | ---- | ---- | ---- | ---- | ---- | ---- | ---- | ---- |
| 158  | 153  | 155  | 119  | 118  | 115  | 106  | 99   | 100  |

| 1962 | 1968 | 1975 | 1982 | 1990 | 1999 | 2006 | 2008 | 2013 |
| ---- | ---- | ---- | ---- | ---- | ---- | ---- | ---- | ---- |
| 71   | 74   | 63   | 70   | 68   | 68   | 67   | 67   | 85   |

| 2018 | 2022 | - | - | - | - | - | - | - |
| ---- | ---- | - | - | - | - | - | - | - |
| 123  | 134  | - | - | - | - | - | - | - |

Arnos fait partie de l'aire d'attraction de Pau.

### Équipements

#### Sports et équipements sportifs
Le circuit auto et moto Pau-Arnos est un circuit automobile situé à Arnos.

## Culture locale et patrimoine

### Lieux et monuments
L’église de l'Assomption-de-la-Très-Bienheureuse-Mère d'Arnos est dédiée à l'Assomption de Marie.

### Héraldique
| Blason de Arnos | Blason  | Tiercé en pairle renversé : au 1er d'azur à une rose des jardins tigée et feuillée d'argent, posée en barre, au 2e d'or à deux vaches de gueules, accornées, colletées et clarinées d'azur, l'une au-dessus de l'autre, au 3e de sinople à un épi de maïs d'or. |
| Blason de Arnos | Détails | Le statut officiel du blason reste à déterminer. |